# Barsain
Barsain (Ko.) – gaun wikas samiti we wschodniej części Nepalu w strefie Sagarmatha w dystrykcie Saptari. Według nepalskiego spisu powszechnego z 2001 roku liczył on 801 gospodarstw domowych i 4987 mieszkańców (2425 kobiet i 2562 mężczyzn).